# Agger Tange
Agger Tange este o arie protejată (arie de protecție specială avifaunistică — SPA) din Danemarca întinsă pe o suprafață de 5.453 ha, integral pe uscat.

## Localizare
Centrul sitului Agger Tange este situat la coordonatele 56°43′34″N 8°17′10″E / 56.726111°N 8.286111°E.

## Înființare
Situl Agger Tange a fost declarat arie de protecție specială avifaunistică în mai 1983 pentru a proteja 25 de specii de animale.

## Biodiversitate
Situată în ecoregiunea atlantică, aria protejată nu include niciun habitat protejat.
La baza desemnării sitului se află mai multe specii protejate de  păsări (25): rață sulițar (Anas acuta), rață pitică (Anas crecca), rață fluierătoare (Anas penelope), gâscă cu cioc scurt (Anser brachyrhynchus), ciuf de câmp (Asio flammeus), buhai de baltă (Botaurus stellaris), Branta bernicla hrota, Branta leucopsis, fugaci de țărm (Calidris alpina), Calidris alpina schinzii, erete de stuf (Circus aeruginosus), erete vânăt (Circus cyaneus), Cygnus columbianus bewickii, lebădă de iarnă (Cygnus cygnus), șoim călător (Falco peregrinus), sitar de mal nordic (Limosa lapponica), Mergus serrator, bătăuș (Philomachus pugnax), ploier auriu (Pluvialis apricaria), ciocântors (Recurvirostra avosetta), chiră mică (Sterna albifrons), chiră de baltă (Sterna hirundo), Sterna paradisaea, chiră de mare (Sterna sandvicensis), călifar alb (Tadorna tadorna).